# Woodland (Michigan)
Woodland – wieś w Stanach Zjednoczonych, w stanie Michigan, w hrabstwie Barry.